# Gréb Gyula
Gréb Gyula (Kakaslomnic, 1881. február 16. –  Aszód, 1944. december 12.) tanár.

## Élete
1906. augusztus 4-től az aszódi algimnáziumban kezdte tanári pályáját, majd a főgimnáziummá vált iskolában tanított latin és német nyelvet. Jól felkészült, kutató, publikáló tanár ember volt, azonban több alkalommal betegségszabadságra volt kénytelen menni. Végül 1923. májusában nyugdíjazták. Hátralévő életét Aszódon élte.
Elsősorban a magyarországi németségnek, különösen a Szepességnek a kutatásával foglalkozott településtörténeti, földrajztörténeti és nyelvészeti szempontok alapján. A Felvidéki Tudományos Társaságban 1939. december 15-én tartotta székfoglalóját „A szlovákiai németek településtörténetének vázlata” címmel. Dolgozatát 1940-ben elbírálták és kiadásra érdemesnek találták a művet.
Az aszódi temetőben helyezték örök nyugalomra.

## Művei
- A Szepesi Felföld német nyelvjárása. Magyarországi német nyelvjárások 3. Budapest, 1906.
- Geschichte der Gemeinde. Großlomnitz, 1926.
- Die Zipser Volkskunde. Käsmark und Reichenberg, 1932.
- Zipser Volkspflanzen. Preßburg, 1943.
- Das Zipser Wörterbuch, 1944.